# Joanna Krakowska
Joanna Krakowska (* 1964) ist eine polnische Theaterwissenschaftlerin, Redakteurin und Übersetzerin.

## Leben
Krakowska absolvierte 1988 ihr Studium der Anglistik an der Universität Warschau. Sie doziert an der Aleksander-Zelwerowicz-Theaterakademie Warschau und beschäftigt sich wissenschaftlich mit der Geschichte des zeitgenössischen Theaters sowie mit politischem Theater und Drama. Zudem ist sie die stellvertretende Chefredakteurin der Theaterzeitschrift Dialog und schreibt regelmäßig Feuilletons für die Online-Zeitschrift Dwutygodnik.com. 2017 und 2018 war sie Jurymitglied des Nike-Literaturpreises.
Sie übersetzte Texte von Susan Sontag, Richard Schechner und Ariel Dorfman.

## Bibliografie

### Monografien
- Soc i sex, 2009, zusammen mit Krystyna Duniec
- Mikołajska. Teatr i PRL, 2011
- Soc, sex i historia, 2014, zusammen mit Krystyna Duniec
- PRL. Przedstawienia, 2016
- Odmieńcza rewolucja. Perfomans na cudzej ziemi, 2020

### Übersetzungen
- Ida Kamińska: Moje życie, mój teatr, 1995

## Auszeichnungen
- 2021: Literaturpreis Gdynia in der Kategorie Essayistik für Odmieńcza rewolucja. Perfomans na cudzej ziemi